# Kaszku
Kaszku (hettita kašku, hurri dKu-ú-šu-uḫ vagy dKu-ú-ša-aḫ, luvi Arma) korai hettita holdisten. Valószínűleg nagyon korán, már az óhettita kor előtt, az i. e. 17. században ismerték Hattum népei. Talán a hurri Kusuh átvétele, de feltehető az is, hogy közvetlenül az asszíroktól került a hettita mitológiába. Az államvallás legfőbb istenségei között szerepel, a rangsorolás idővel változik bizonyos mértékben, de Kaszku kultusza a Hettita Birodalom bukásáig fennmaradt. A hettita újbirodalom korában, amikor szokássá vált, hogy hurri nevet is adnak az uralkodócsaládban, Pijaszilisz a Šarri-Kušuḫ hurri nevet kapta.
A Hold istene a királyi ház termékenységének és a jólétének védnöke is volt. Jelen volt a KI.LAM fesztivál rítusai között is, amelynek feladata az volt, hogy biztosítsa a jó termést a földeken és Hattuszasz és a királyi ház jólétét biztosítsa.
Egyes istenlistákban a holdisten neve tárgyesetben D×××-an (maga a név olvashatatlan), ami azt mutatja, hogy nem Kaszku, hanem a luvi holdisten, Arma szerepelt rajtuk. Ezeken jelzője a „Hold és Szív”. A kapcsolódó istenkör funkciói bizonytalanok, házi istenek, a tűzhely védnökei, azonosításuk többrétű lehet. Ők Haszauvanza–Kuzaniszu. Ide kapcsolódik még valamilyen módon [Vap?]uttaszu (Vaputet) és Tahpillanu is.
Kaszku egyik mítosza a „Kaszku lehullik az égből” címen ismert töredék, amelynek i. e. 14. századi változata maradt fenn. Kaszku a Viharisten esőjétől és zivatara miatt leesett az égből, illetve annak kapujából (killamar) egy város piacterére. Az eseményt csak Kamruszepa vette észre. A korai változatokban Hapantallisz vagy Habandalijasz lehetett Kamruszepa helyett, az előbbi a hattiknál, az utóbbi a luviknál a Napisten pásztora. Az időjárásisten a legjelentősebb tényező a hettita mitológiában (mint a görög mitológiában Zeusz, a villámszóró), erejét mindenki féli. Kamruszepa–Hapantallisz azonban a Viharisten esője és vihara ellenére is meggyógyította, majd visszasegítette az égre. A rossz előjelek elhárítására használt birkaáldozattal kiengesztelte a Viharistent is. A Kaszku-mítosz valószínűleg szerepet játszott a KI.LAM fesztiválon is, a jellegzetesen sumer eredetű verstípus, az ismétlődő hárító verssorok kiválóan alkalmasak voltak az ünnepség keretében a kántálásra.
Az istenek lezuhanása viszonylag gyakori a keleti mitológiákban, a hettitáknál a Yozgat-tábla is hasonló történetet mesél el a Napistenről. Még a kereszténységbe is beépült. Máté evangéliuma (24,29) a Hold és a csillagok kihúnyását és lezuhanását beszéli el, Lucifer szintén lezuhant az egekből.

## Külső hivatkozások
- Hittite/Hurrian Mythology